# 周文炳
周文炳（1921年—？），男，河南方城人，中国眼科学家，曾任中山医科大学教授、博士生导师。